# Liste der Biografien/Mcr
Liste der Biografien |
Portal Biografien |
Personensuche
# |
A |
B |
C |
D |
E |
F |
G |
H |
I |
J |
K |
L |
M |
N |
O |
P |
Q |
R |
S |
T |
U |
V |
W |
X |
Y |
Z |
?
 
Ma |
Mb |
Mc |
Md |
Me |
Mf |
Mg |
Mh |
Mi |
Mj |
Mk |
Ml |
Mm |
Mn |
Mo |
Mp |
Mq |
Mr |
Ms |
Mt |
Mu |
Mv |
Mw |
Mx |
My |
Mz
 
Mca |
Mcb |
Mcc |
Mcd |
Mce |
Mcf |
Mcg |
Mch |
Mci |
Mcj |
Mck |
Mcl |
Mcm |
Mcn |
Mco |
Mcp |
Mcq |
Mcr |
Mcs |
Mct |
Mcu |
Mcv |
Mcw
Die Liste der Biografien führt alle Personen auf, die in der deutschsprachigen Wikipedia einen Artikel haben. Dieses ist eine Teilliste mit 35 Einträgen von Personen, deren Namen mit den Buchstaben „Mcr“ beginnt.

## Mcr

### Mcra
- McRae, Alister (* 1970), britischer Rallye-Fahrer
- McRae, Basil (* 1961), kanadischer Eishockeyspieler
- McRae, Carmen (1920–1994), amerikanische Jazzsängerin
- McRae, Chann (* 1971), US-amerikanischer Radrennfahrer
- McRae, Colin (1968–2007), britischer Motorsportler
- McRae, Colin John (1812–1877), amerikanischer Geschäftsmann und Politiker
- McRae, Frank (1941–2021), US-amerikanischer Schauspieler und American-Football-Spieler
- McRae, Graham (1940–2021), neuseeländischer Automobilrennfahrer
- McRae, James (* 1987), australischer Ruderer
- McRae, Jimmy (* 1943), britischer Rallyefahrer, Vater von Alister und Colin McRae
- McRae, John J. (1815–1868), US-amerikanischer Politiker
- McRae, Kimberley (* 1992), kanadische Rennrodlerin
- McRae, Lee (* 1966), US-amerikanischer Leichtathlet
- McRae, Shane (* 1977), US-amerikanischer Schauspieler
- McRae, Tate (* 2003), kanadische SängerinTate McRae (* 2003)

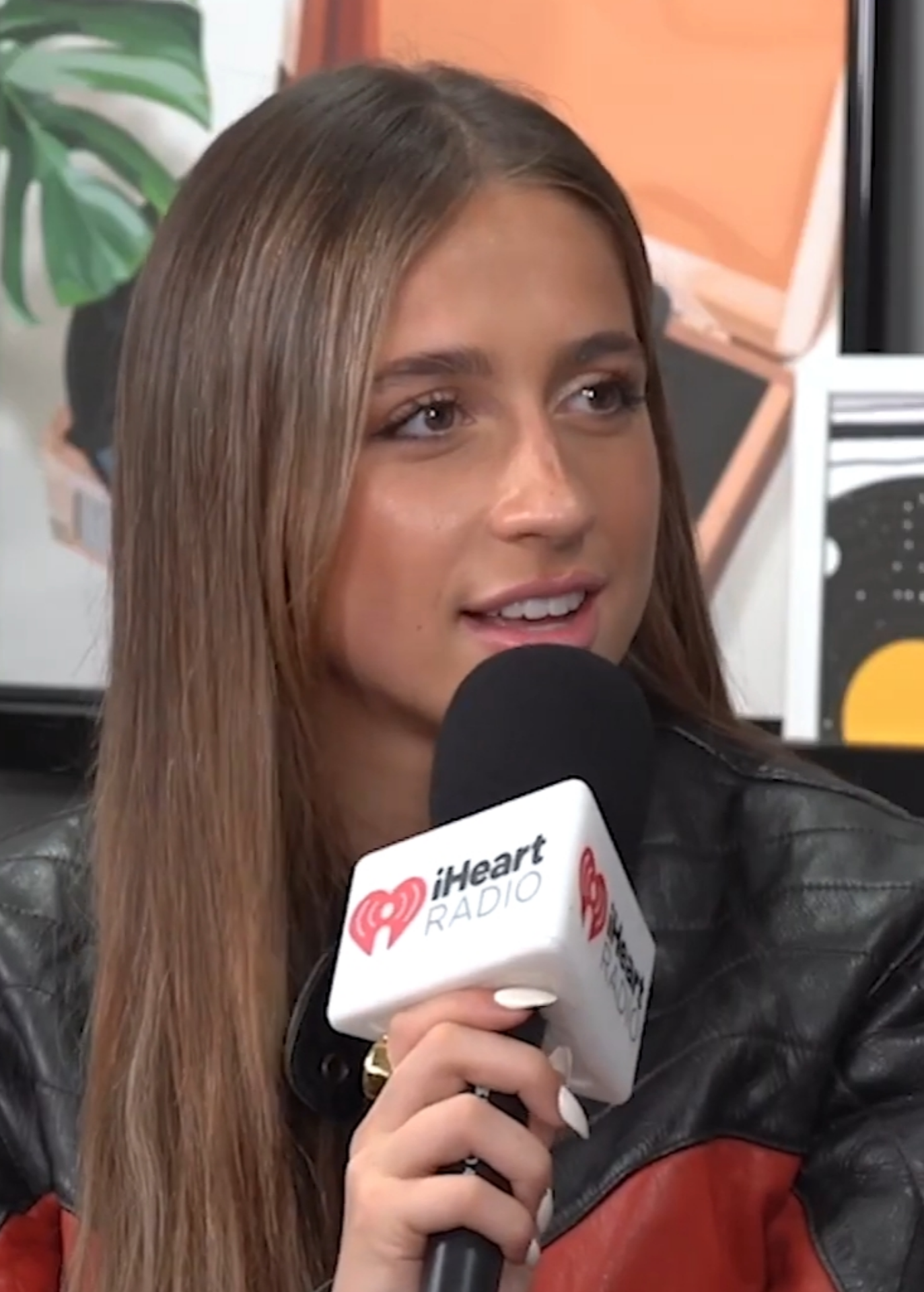
Tate McRae (* 2003)

- McRae, Teddy (1908–1999), US-amerikanischer Jazz-Saxophonist, Arrangeur, Komponist und Bandleader
- McRae, Terry (1941–2006), australischer Politiker, Sprecher des South Australian House of Assembly
- McRae, Thomas Chipman (1851–1929), US-amerikanischer Jurist und Politiker
- McRae, Tom (* 1969), britischer Sänger und Songschreiber
- McRaith, John Jeremiah (1934–2017), US-amerikanischer Geistlicher, römisch-katholischer Bischof von Owensboro
- McRaney, Gerald (* 1947), US-amerikanischer SchauspielerGerald McRaney (* 1947)

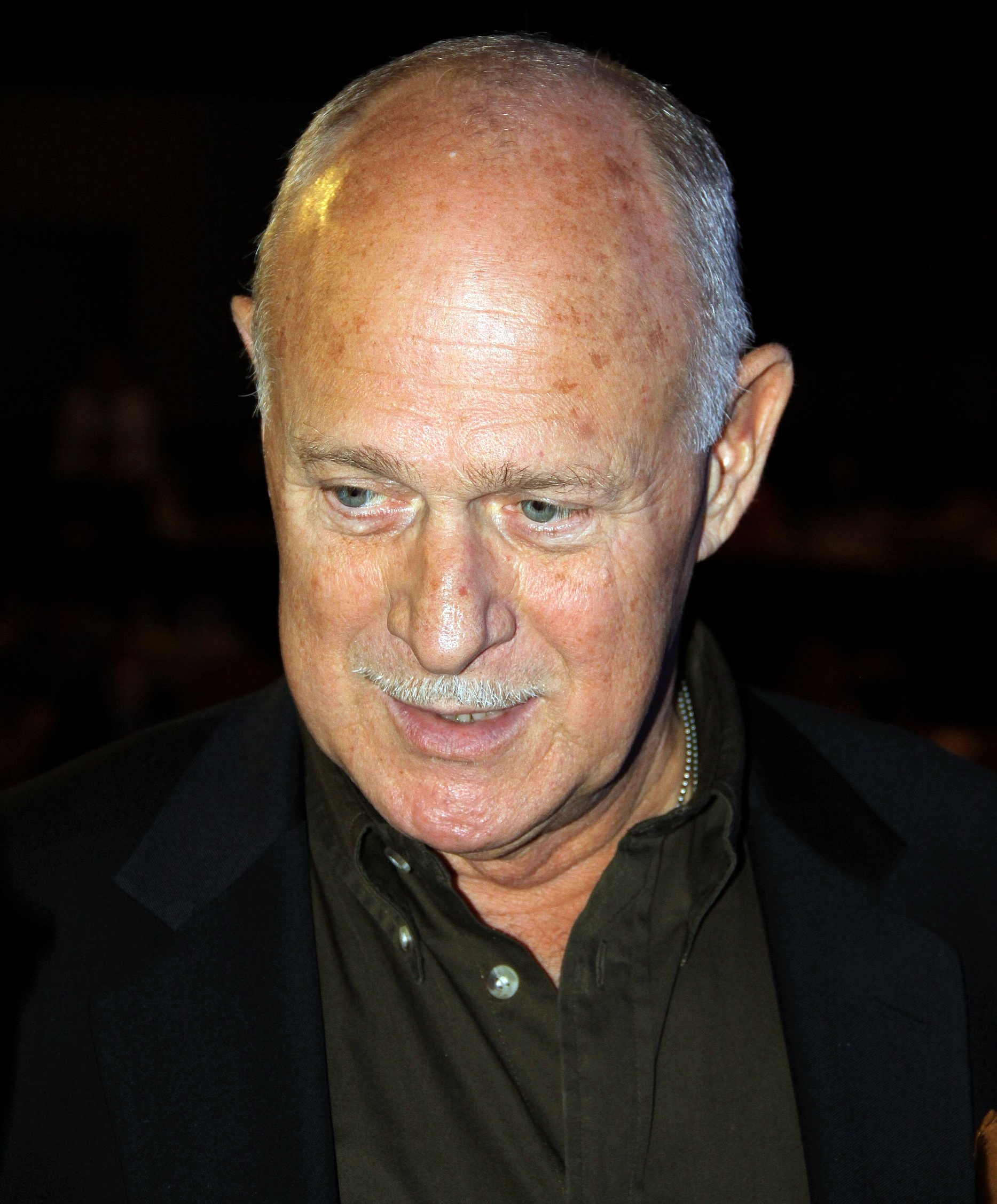
Gerald McRaney (* 1947)

- McRanus, Andrew, US-amerikanischer Schauspieler
- McRaven, William H. (* 1955), US-amerikanischer Admiral
- McRay, John (1931–2018), US-amerikanischer Theologe, Bibelwissenschaftler und Hochschullehrer

### Mcre
- McReavy, Pat (1918–2001), kanadischer Eishockeyspieler
- McReynolds, Brian (* 1965), kanadischer Eishockeyspieler
- McReynolds, David (1929–2018), amerikanischer sozialistischer Politiker, Pazifist, LGBT-Aktivist und Autor
- McReynolds, Faris (* 1977), US-amerikanischer Maler und Musiker
- McReynolds, James C. (1862–1946), amerikanischer Jurist und Justizminister
- McReynolds, Sam D. (1872–1939), US-amerikanischer Politiker

### Mcro
- McRobbie, Peter (* 1943), schottisch-amerikanischer Schauspieler
- McRoberts, Briony (1957–2013), britische Schauspielerin in Film und Fernsehen
- McRoberts, Josh (* 1987), US-amerikanischer Basketballspieler
- McRoberts, Samuel (1799–1843), US-amerikanischer Politiker

### Mcru
- McRuer, Donald C. (1826–1898), US-amerikanischer Politiker